# 7815 Dolon
7815 Dolon è un asteroide troiano di Giove del campo troiano. Scoperto nel 1987, presenta un'orbita caratterizzata da un semiasse maggiore pari a 5,2958397 UA e da un'eccentricità di 0,0584128, inclinata di 20,34343° rispetto all'eclittica.
L'asteroide è dedicato a Dolone, l'araldo troiano decapitato da Diomede nella guerra di Troia.